# Jefferson Osborne
Pour les articles homonymes, voir Osborne.
Jefferson Osborne est un acteur américain né le 25 septembre 1872 à Bay City, Michigan (États-Unis), mort le 11 juin 1932 à Hondo (Californie).

## Filmographie
- 1912 : The Trifler : John Hardy
- 1912 : The Fortunes of War
- 1912 : The Alibi : Lem Kid
- 1912 : The Story of a Wallet : Tom Moore, a Working Man
- 1912 : Uncle Bill : Reverend Chapin
- 1912 : The Boomerang : Jeff, the Foreman
- 1912 : Fatty's Big Mix-Up
- 1912 : In the Long Run : One-Shot Bill
- 1914 : The Last Egyptian : Viscount Consinor
- 1915 : On the Job
- 1915 : He's in Again
- 1915 : The Little Hero
- 1915 : Jerry's Busy Day
- 1915 : Making Matters Worse
- 1915 : Jerry and the Gunman
- 1915 : The Knockout
- 1915 : The Treasure Box
- 1915 : The Oriental Spasm
- 1915 : A Change of Luck
- 1915 : Taking a Chance
- 1915 : The Little Detective
- 1915 : The Fighting Four
- 1915 : A Deal in Indiana
- 1915 : A Shot Gun Romance
- 1915 : Doctor Jerry : Father
- 1915 : The Holdup
- 1915 : Hearts and Clubs
- 1915 : Jerry's Revenge
- 1916 : Jerry in the Movies
- 1916 : Jerry in Mexico
- 1916 : The Girl of His Dreams
- 1916 : Around the World
- 1916 : Jerry's Millions
- 1916 : Going Up
- 1916 : Jerry's Big Game
- 1916 : On the Rampage
- 1916 : Jerry and the Smugglers
- 1916 : The Winning Punch
- 1916 : Jerry's Perfect Day
- 1916 : Jerry and the Moonshiners
- 1916 : Jerry's Big Haul
- 1916 : The Hero of the E.Z. Ranch
- 1916 : Jerry's Stratagem
- 1916 : The Masque Ball
- 1916 : Jerry's Celebration
- 1916 : Jerry and the Counterfeiters
- 1916 : The Rookie
- 1916 : Making Things Hum
- 1916 : Movie Struck
- 1917 : Jerry and the Blackhanders
- 1917 : Jerry and His Pal
- 1917 : Jerry's Big Mystery
- 1917 : Somewhere in the Mountains
- 1917 : Jerry's Elopement
- 1919 : The Great Radium Mystery : John Marston
- 1920 : La Ruée (Homespun Folks) de John Griffith Wray : Nat Orinley
- 1920 : Once a Plumber : Parker